# 张宝明 (1963年)
张宝明（1963年8月—），安徽蒙城人，享受国务院特殊津贴专家，河南大学教授，曾任河南大学党委副书记。

## 生平
1985年毕业于安徽师范大学中文系，1988年获河南大学文学硕士学位，1995年于南京大学获博士学位。曾任洛阳师范学院副院长。2014年9月，调任河南大学副校长。2018年1月，任河南大学党委副书记。
主要从事中国近现代思想文化史研究工作。主持国家社科基金项目等课题多项，发表论文100余篇，研究成果获河南省社会科学优秀成果奖多项。先后入选“新世纪百千万人才工程”、全国文化名家暨“四个一批”人才、国家“万人计划”哲学社会科学领军人才等人才计划。

## 著作
- 《启蒙与革命——五四激进派的两难》（1998年，学林出版社）
- 《忧患与风流——世纪先驱的百年心路》（1999年，东方出版中心）
- 《陈独秀的最后十年》（2000年，河南人民出版社）
- 《自由神话的终结——20世纪启蒙阙失探解》（2002年，上海三联书店）
- 《20世纪：人文思想的全盘反思》（2004年，安徽教育出版社）
- 《现代性的流变：<新青年>个人、社会与国家关系聚焦》（2005年，社会科学文献出版社）
- 《多维视野下的<新青年>研究》（2007年，商务印书馆）
- 《转型的阵痛：20世纪中国文学思想与文化启蒙论衡》（2007年，学林出版社）
- 《失去砝码的天平：思想史书写的尴尬》（2009年，河南大学出版社）
- 《启蒙与革命：五四"激进派"的两难》（2009年，江西教育出版社）
- 《中国知识精英的文化苦旅》（2010年，人民出版社）
- 《文言与白话：一个世纪的纠结》（2014年，华东师范大学出版社）
- 《启蒙中国：近代知识精英的思想苦旅》（2015年，中国社会科学出版社）
- 《新青年》（十卷本）（主编）（2016年，河南文艺出版社）